# Atalante Migliorotti
Atalante Migliorotti (1466-1532) est un musicien de la Renaissance, assistant de Léonard de Vinci dans l'atelier de ce dernier.  
Il est né d'une relation illégitime. Après avoir été élève de Léonard qui lui enseigna la musique, il partit en 1483 à Milan pour accompagner son maître. Cette même année, Vinci a peint son portrait, probablement perdu aujourd'hui.  
En 1491, conformément aux souhaits d'Isabella d'Este, il a chanté la partie éponyme de l'opéra Orfeo présentée à Marmirolo. À cette période, il a commencé à être reconnu en tant que luthier.
En 1493, Isabella d'Este a commandé chez lui une guitare puis en 1505, il a écrit, dans un message destiné au Marquis de Mantoue, qu'il avait construit une lyre à douze cordes.
Il fut également employé comme coordinateur des travaux de construction de la Basilique Saint-Pierre.